# Leptosphaeria reidiana
Leptosphaeria reidiana är en svampart som beskrevs av Syd. 1924. Leptosphaeria reidiana ingår i släktet Leptosphaeria och familjen Leptosphaeriaceae.   Inga underarter finns listade i Catalogue of Life.